# エリギギトギン湖
座標: 北緯67度30分 東経172度00分 / 北緯67.500度 東経172.000度

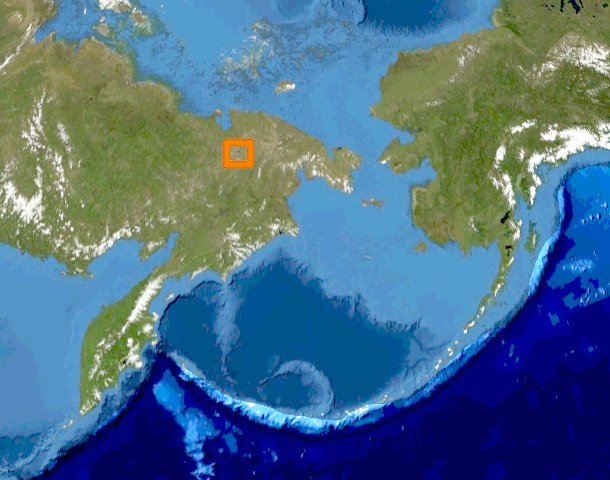
エリギギトギン湖の位置

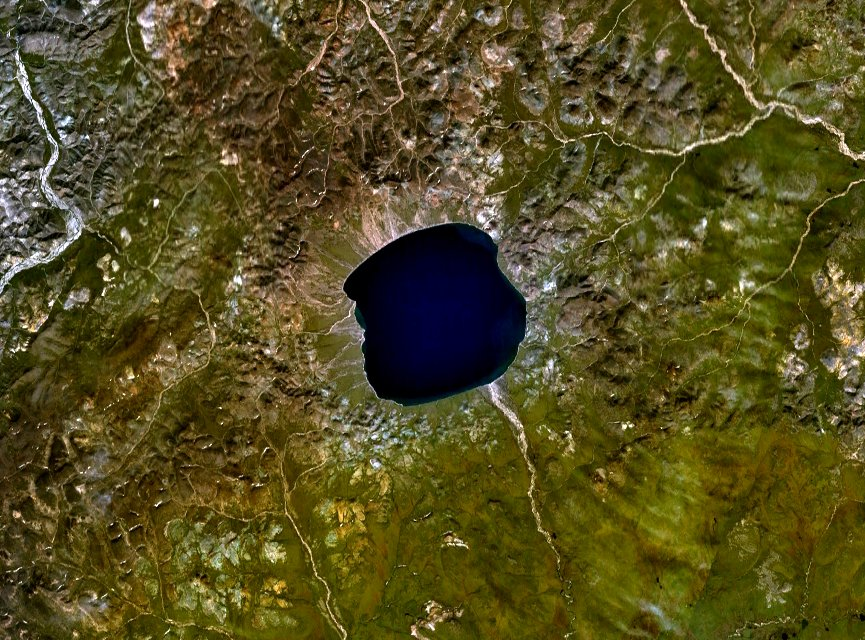
衛星写真

エリギギトギン湖（エリギギトギンこ、Lake El'gygytgyn ：ロシア語：Эльгыгытгын）は北東シベリアのチュクチ半島にある湖である。直径約15kmで最大深さは175mである。360万年前に作られたリムの大きさ18kmの隕石クレーターの中心にある。
科学者にとって価値が高いのは、この湖が氷河に覆われたことがないことで、そのため湖の底の堆積物は氷河に覆われることによって中断されることなく堆積し、古代の気候変動の良質の記録をとどめていると考えられることである。マサチューセッツ大学アマースト校の研究者によって、湖底の掘削が行われ、過去の気候の分析が行われた。
エリギギトギン湖の条件は魚類の生息にとって厳しいが、3種のイワナ、Salvelinus boganidaeとS. elgyticus、そしてSalvethymus svetovidoviが生息している。そのうち2種がこの湖の固有種である。